# Dzitnup (Yucatán)
Dzitnup es una localidad del municipio de Valladolid en Yucatán, México.

## Toponimia
El nombre (Dzitnup) proviene del idioma maya.

## Demografía
Según el censo de 2005 realizado por el INEGI, la población de la localidad era de 1130 habitantes, de los cuales 550 eran hombres y 580 mujeres.
| 631                         | 945 | 1207 | 692 | 348 | 264 | 367 | 258 | 337 | 558 | 724 | 842 | 1130 |
| (Fuente: INEGI [Consultar]) |     |      |     |     |     |     |     |     |     |     |     |      |